# NGC 5357
NGC 5357 é uma galáxia elíptica (E) localizada na direcção da constelação de Centaurus. Possui uma declinação de -30° 20' 30" e uma ascensão recta de 13 horas, 55 minutos e 59,4 segundos.
A galáxia NGC 5357 foi descoberta em 30 de Março de 1835 por John Herschel.